# Сеть (фильм, 2016)
«Сеть» (кор. 그물) — кинофильм режиссёра Ким Ки Дука, вышедший на экраны в 2016 году. Лента номинировалась на премию «Голубой дракон» в категории «Лучший новый актёр» (Ли Вонгын).

## Сюжет
Северокорейский рыбак Нам Чхольу живёт с женой и дочерью недалеко от границы с Южной Кореей. Однажды, когда он выходит в море, сеть наматывается на винт его лодки, и течение начинает сносить его в южном направлении. Не желая бросать лодку, от которой зависит его пропитание, он не бросается вплавь и вскоре оказывается в южнокорейских водах. Здесь его сразу же берут в оборот спецслужбы, подозревающие в нём шпиона. Он переносит множество допросов и даже побоев, но продолжает стоять на своём, требуя возвращения к семье. Не прельщают его и предложения остаться на Юге, а устроенная ему «экскурсия» по центру Сеула позволяет ему познакомиться с оборотной стороной свободы и благосостояния. Не добившись своего, южнокорейские власти отправляют рыбака обратно, где за него тут же берутся спецслужбы КНДР.

## В ролях
- Рю Сынбом — Нам Чхольу
- Ли Вонгын — О Джину
- Ким Ёнмин — инспектор
- Чхве Гвихва
- Ли Нара — жена Нам Чхольу